# Johann Albrecht von Mandelslo
Johann Albrecht von Mandelslo, parfois francisé en Jean Albert de Mandelslo, (1616-1644) est un aventurier allemand connu pour le récit de ses voyages en Perse et en Inde. Né à Schönberg dans le Mecklembourg, il se rend à Ispahan dans le cadre d'une mission diplomatique. Il de sépare ensuite du groupe et rejoint l'Inde, où il fait d'intéressantes observations sur l'Empire moghol, alors dirigé par le Shah Jahan. En 1638, Mandelslo visite les ruines de Persépolis. Arrivé au port de Surate au mois d'avril de la même année, il se rend ensuite à Ahmedabad et à Agra. Si ses observations sur la vie dans la capitale sont utiles, il ne semble pas avoir entendu parler du Taj Mahal, alors dans sa sixième année de construction. Cette omission pourrait être due à son départ prématuré de la ville, provoqué par une rencontre fortuite avec le parent d'un homme qu'il avait tué en Perse. Craignant des représailles, il se retire à Lahore avant de poursuivre son voyage dans les provinces du sud de l'empire et de se rendre en Extrême-Orient.

## Éditions et traductions de l'œuvre
- (en) Johann Albrecht von Mandelslo, The Voyages and Travels of J. Albert de Mandelslo into the East-Indies, Londres, 1669 (lire en ligne).
- Johann Albrecht von Mandelslo (trad. Abraham de Wicquefort), Voyages célèbres & remarquables, faits de Perse aux Indes orientales, Amsterdam, Michel-Charles Le Cène, 1727 (lire en ligne).
- Johann Albrecht von Mandelslo (trad. Françoise de Valence), Voyage en Perse & en Inde de Johann Albrecht von Mandelslo, 1637-1640, Chandeigne, 2008, 269 p. (ISBN 978-2-915540-45-1).